# Rafael Mărculescu

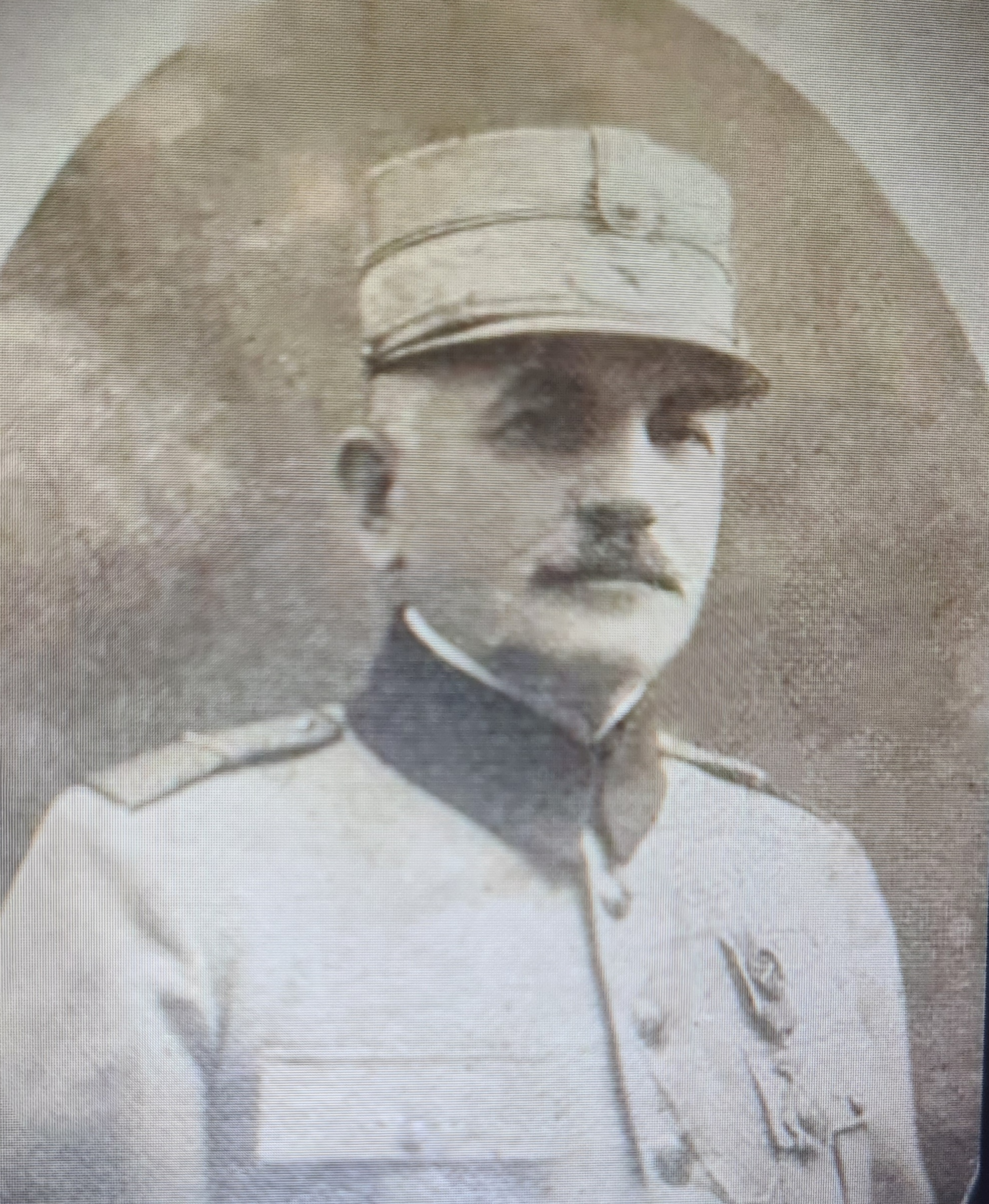

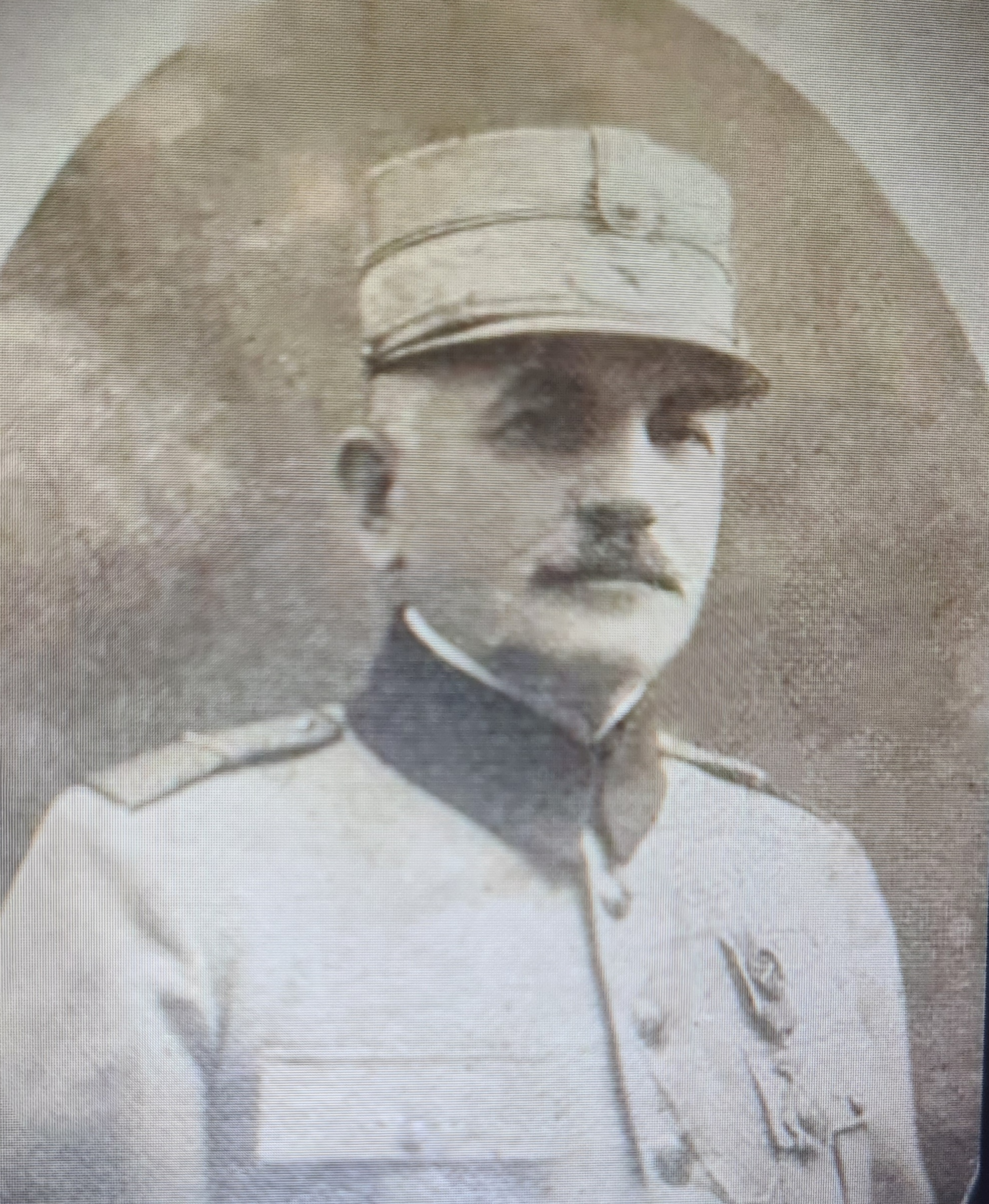

Rafael Mărculescu (n. 26 septembrie 1873 – d.1953 ) a fost un ofițer român, care a comandat mari unități și unități militare ale armatei, pe timp de război, în perioada Primului Război Mondial și operațiilor militare postbelice.

## Cariera
Rafael Mărculescu a ocupat diferite poziții în cadrul unităților de infanterie ale armatei române, avansând în 1893 la gradul de sublocotenent, în 1898 la cel de locotenent, căpitan în 1905, iar până în anul 1911 la gradul de maior. A fost avansat locotenent-colonel în 1916, colonel în 1917 și general de brigadă în 1919.
A fost decorat cu Ordinul „Coroana României”, în grad de ofițer în 1912.:p. 392